# Riquelme (apellido)

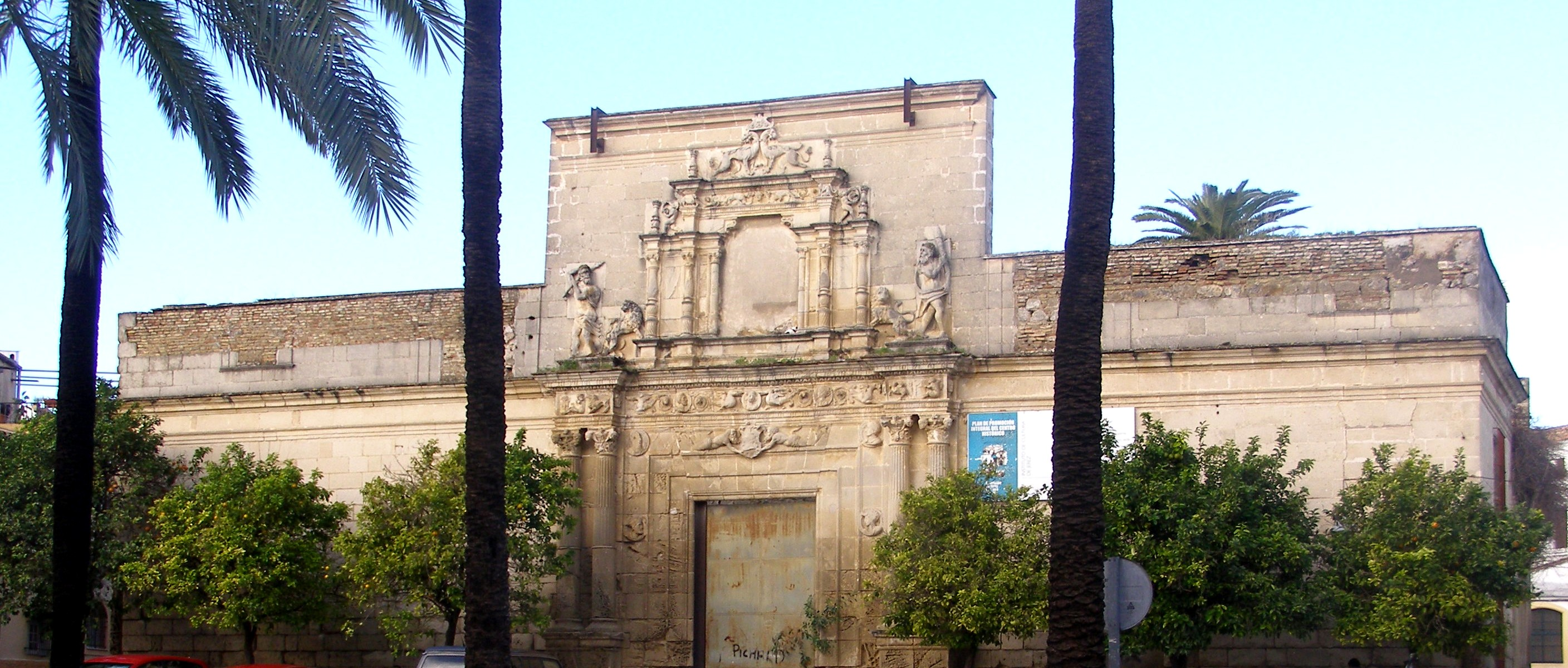
El Palacio de Riquelme en Jerez de la Frontera, España.

Riquelme o Requelme es un apellido que aparentemente llegó a Hispanoamérica producto de las inmigraciones desde España. Particularmente importante fue la inmigración vasca en Chile a partir del siglo XVIII, país que junto a Argentina, posee muchas personas con este apellido.[cita requerida] Entre todas ellas, se podría destacar a Ernesto Riquelme e Isabel Riquelme, esta última madre de Bernardo O'Higgins, considerado por muchos chilenos como el Padre de la Patria.
Según el filólogo Gutierre Tibón, Riquelme proviene del nombre propio germánico «Richelm», cuya raíz es «ric»: poderoso y «helm»: yelmo (presente en su escudo de armas).
Durante la segunda mitad del siglo XVIII, los Riquelme eran uno de los linajes predominantes de la nobleza murciana, junto con los Fontes, los González de Avellaneda y los Sandoval, con quienes compartían estrechas relaciones de parentesco. Durante esta época, además, los Riquelme dirigieron los mayordomazgos, encabezando un proceso de transición en que dichos cargos de mayordomo dejarían de ser ejercidos por escribanos, letrados y miembros del clero, para pasar a ser ejercidos por nobles.

## Escudo
Su escudo de armas muestra un campo de gules y un brazo armado con armadura sosteniendo un yelmo de plata desde su penacho.